# Clusiosoma dami
Clusiosoma dami är en tvåvingeart som beskrevs av Hardy 1986. Clusiosoma dami ingår i släktet Clusiosoma och familjen borrflugor. Inga underarter finns listade i Catalogue of Life.